# Land- und Stadtgericht Gnesen
Das Land- und Stadtgericht Gnesen war von 1834 bis 1849 ein preußisches Land- und Stadtgericht mit Sitz in Gnesen.

## Geschichte
Nach dem Ende der Franzosenzeit wurde die der französischen Gerichtsorganisation entsprechende Gerichtsorganisation im Herzogtum Warschau 1815 zunächst von Preußen übernommen. Das Friedensgericht Gnesen wurde fortgeführt und dem Landgericht Gnesen zugeordnet. 1834 wurde die Gerichtsorganisation geändert und einheitlich Land- und Stadtgerichte gebildet. In dem Sprengel des neu geschaffenen Oberlandesgerichtes Bromberg bestanden 9 dieser Gerichte, darunter das Land- und Stadtgericht Gnesen.
Das Land- und Stadtgericht Gnesen war für den Kreis Gnesen zuständig. Dazu gehörten die Städte Gnesen mit 5772 Einwohnern (1838), Czerniejewo mit 1188 Einwohnern, Kletzko mit 1151 Einwohnern, Kiszkowo mit 250 Einwohnern, Mieleszyn mit 417 Einwohnern, Powidz mit 1061 Einwohnern, Witkowo mit 1947 Einwohnern und Zydowo mit 358 Einwohnern sowie 324 Dorfschaften mit 34.576 Einwohnern. Zusammen gab es damit 46.720 Gerichtseingesessene. Gerichtstage wurden in Kletzko und Witkowo gehalten.
Am Gericht waren ein Direktor, sechs Richter, zehn Subalterne und sechs Unterbeamte beschäftigt. Es war damit ein Land- und Stadtgericht 1. Klasse. Diese wirkten bei wesentlichen Fällen als Kollegialorgan.
1849 wurden die Land- und Stadtgerichte aufgelöst und durch Kreisgerichte ersetzt. Damit entstand das Kreisgericht Gnesen im Sprengel des Appellationsgerichts Bromberg.